# 益山インターチェンジ
益山インターチェンジ（イクサンインターチェンジ）は、大韓民国全北特別自治道完州郡にある湖南高速道路のインターチェンジである。

## 歴史
- 1980年4月1日 - 「裡里（イリ）インターチェンジ」として開設[1]
- 1995年6月1日 - 「益山インターチェンジ」に改称[2]

## 隣
湖南高速道路
(27) 益山JCT - (28) 益山IC - 益山弥勒寺址SA